# Aya Jaled
Aya Jaled (31 de mayo de 1994) es una deportista egipcia que compite en judo. Ganó una medalla de bronce en el Campeonato Africano de Judo de 2014 en la categoría de –52 kg.

## Palmarés internacional
| Campeonato Africano | Campeonato Africano     | Campeonato Africano | Campeonato Africano |
| Año                 | Lugar                   | Medalla             | Categoría           |
| ------------------- | ----------------------- | ------------------- | ------------------- |
| 2014                | Puerto Louis (Mauricio) | Medalla de bronce   | –52 kg              |